# Ceausove Druhe, Pervomaisk
Ceausove Druhe (în ucraineană Чаусове Друге) este o comună în raionul Pervomaisk, regiunea Mîkolaiiv, Ucraina, formată numai din satul de reședință.

## Demografie
Componența lingvistică a comunei Ceausove Druhe
     Ucraineană (97,05%)
     Rusă (1,8%)
     Alte limbi (1,15%)
Conform recensământului din 2001, majoritatea populației comunei Ceausove Druhe era vorbitoare de ucraineană (97,05%), existând în minoritate și vorbitori de rusă (1,8%).